# ياسمين الحمامات
قالب:صندوق معلومات ، تجمع السكاني

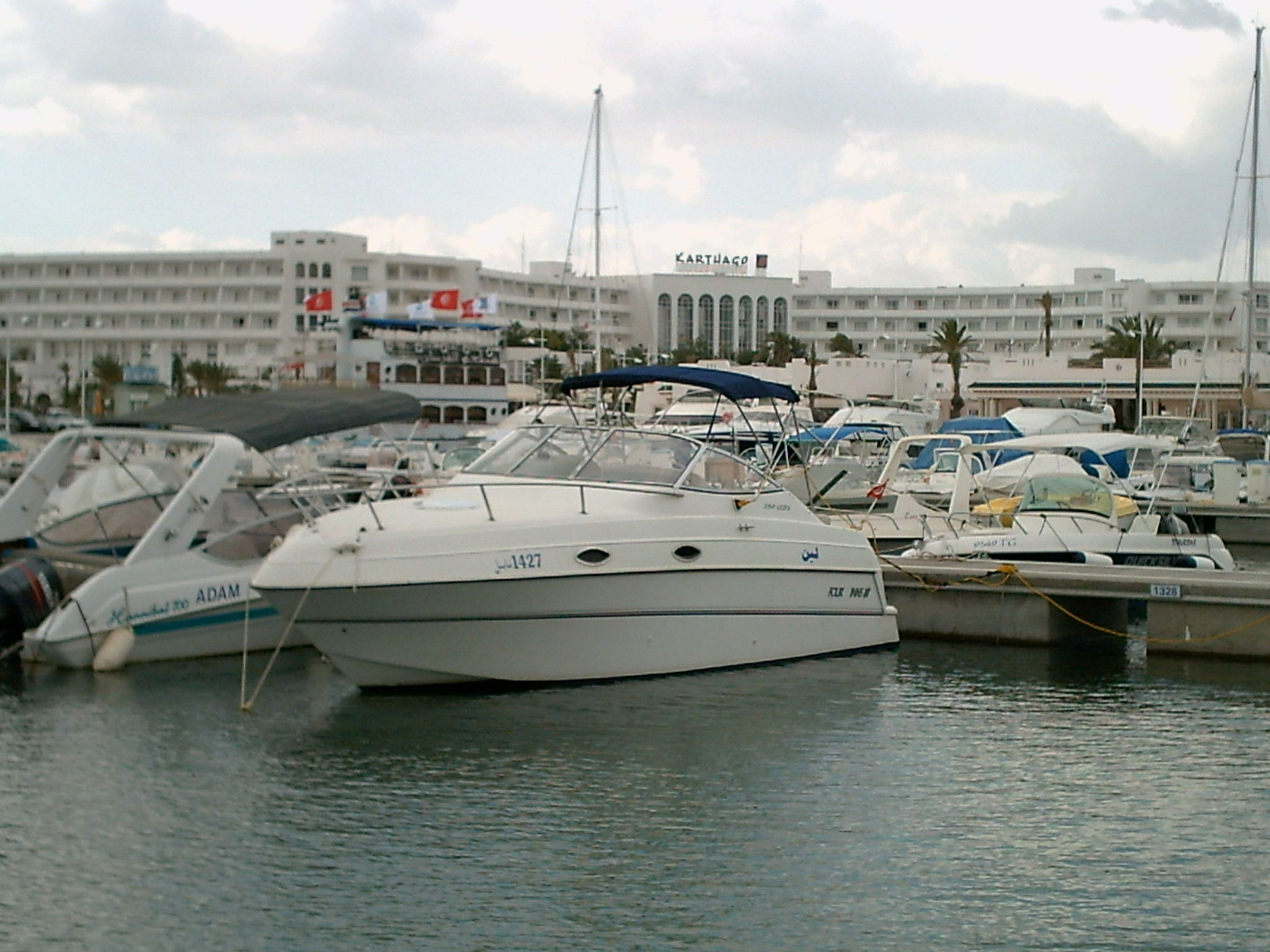
الميناء الترفيهي بياسمين الحمامات سنة 2007.

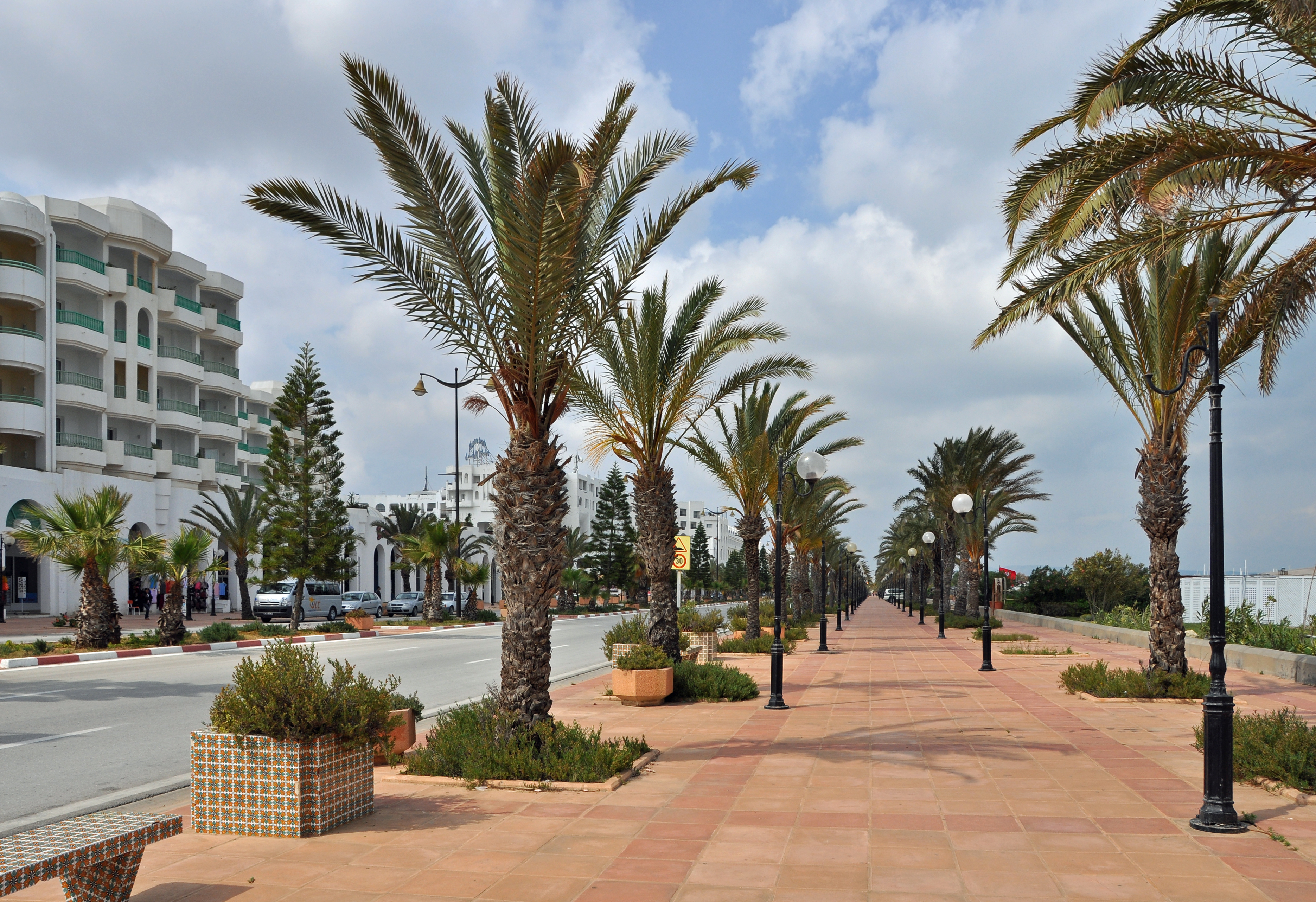
فنادق ومحال تجارية على حافة الشاطئ سنة 2007.

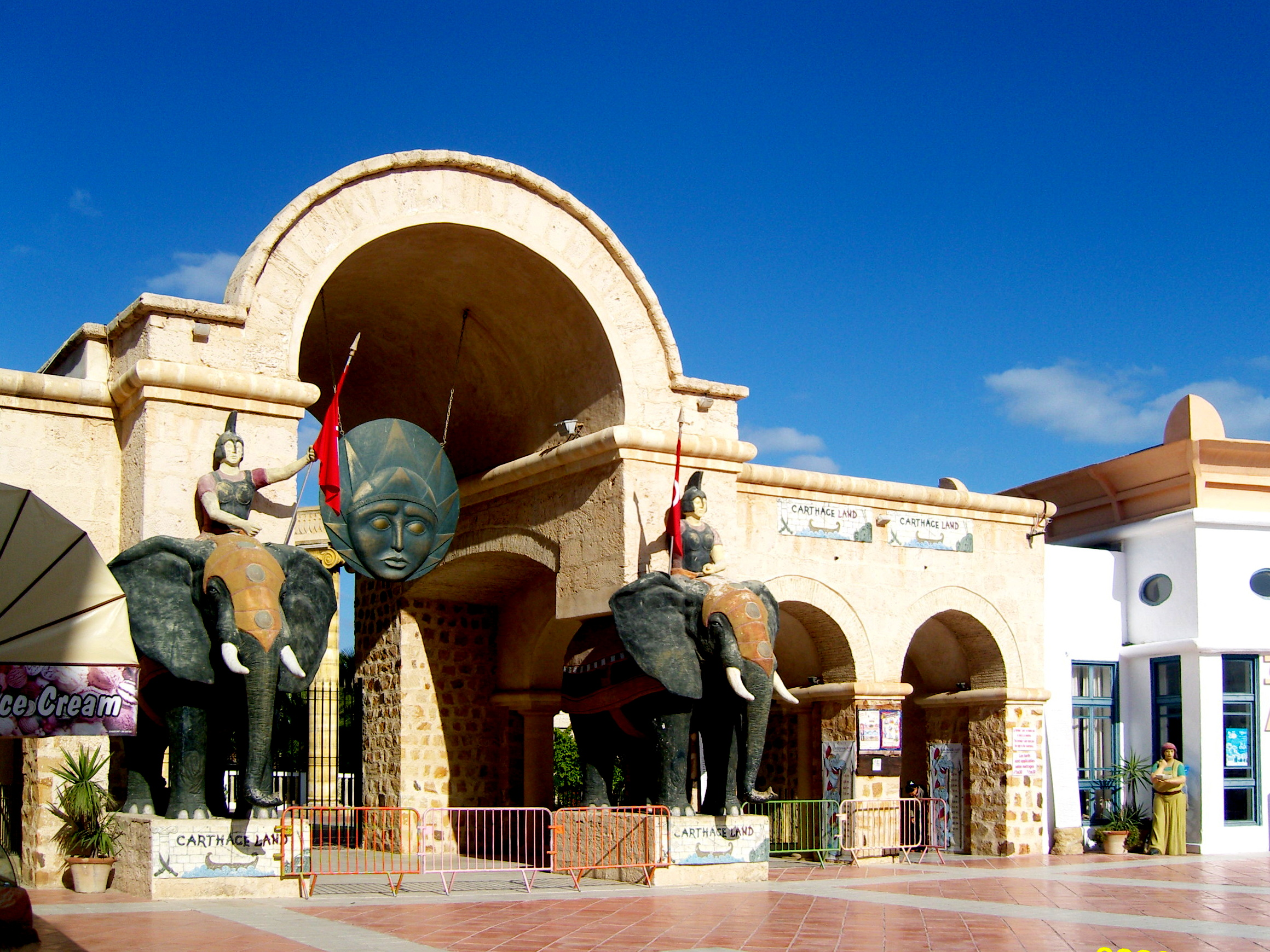
مدخل المدينة الترفيهية قرطاج لاند سنة 2009.

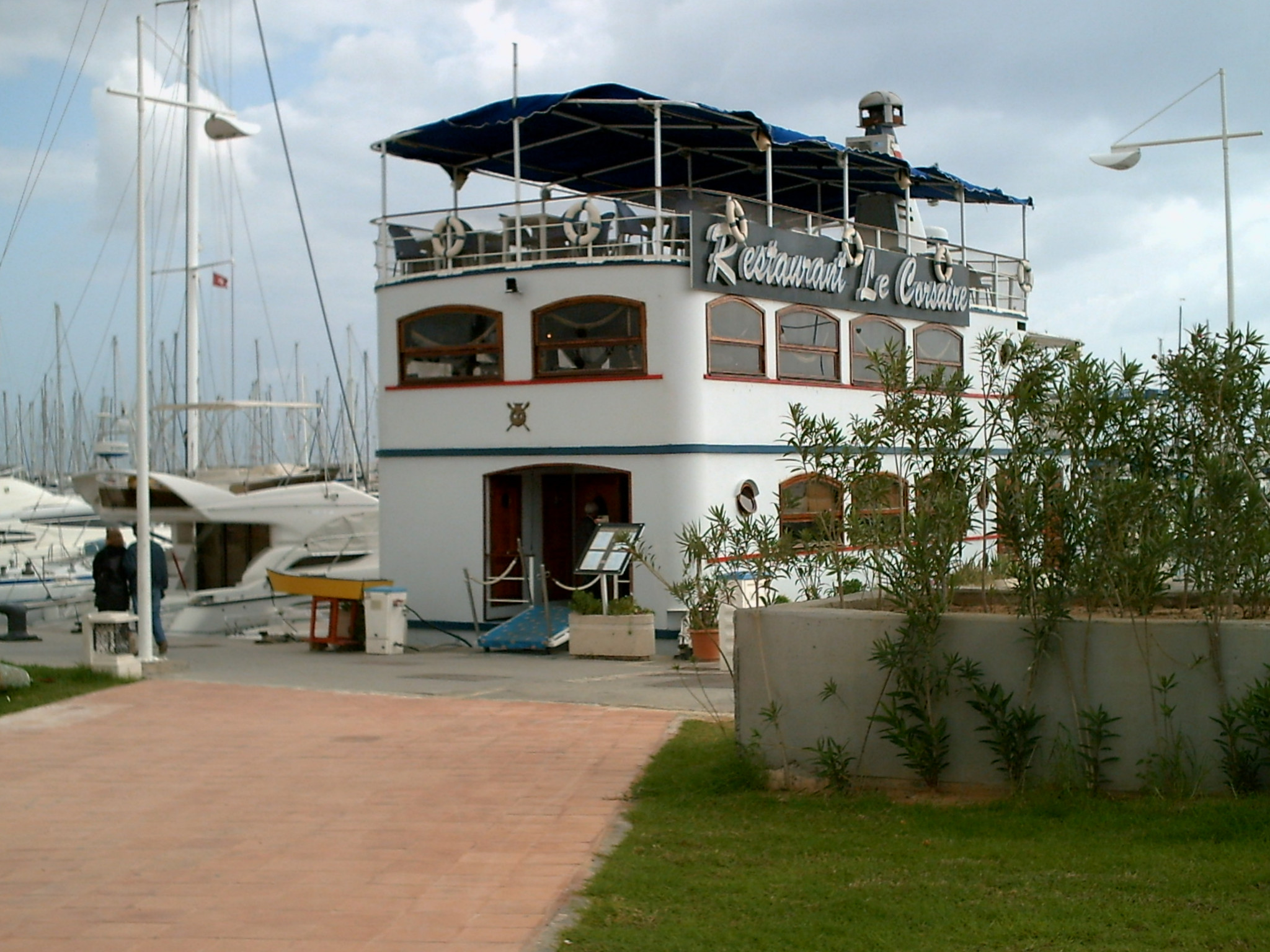
مطعم على سفينة في البحر سنة 2007.

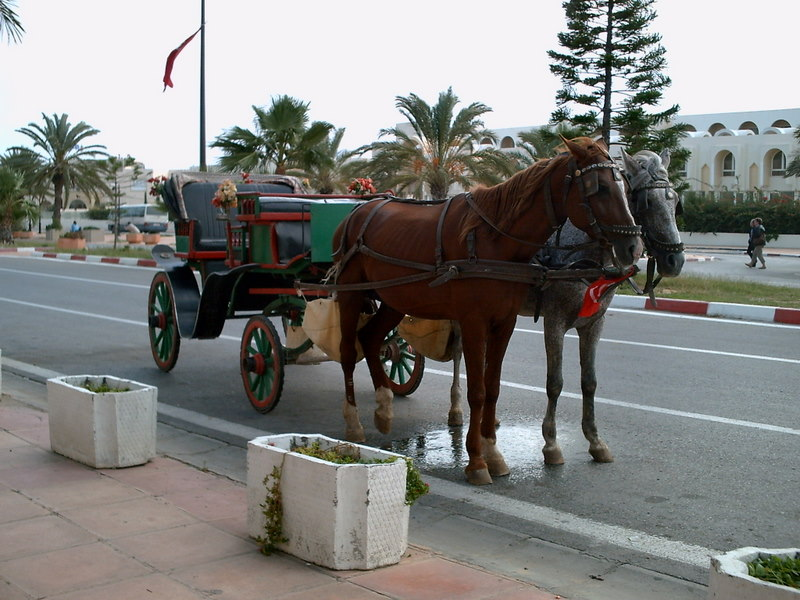
النقل الترفيهي بالأحصنة.

ياسمين الحمامات  هو منتجع سياحي في مدينة الحمامات السياحية في تونس، أنشأ في أواخر السنوات 1990. تم تأسيس هذا المنتجع على غرار مرسى القنطاوي الموجود على شواطئ أسفل خليج الحمامات وهو يعد أحد أفضل الوجهات السياحية العالمية و المغاربية بفضل موقعه و نوعيد الخدمات المقدمة و التي قل نظيرها في المنطقة, يمثل ياسمين الحمامات الوجهة الأولى للسياح الجزائريين الذين يتوافدون كل صائفة للإستجمام.

## الموقع
يقع المنتجع في جنوب غرب مدينة الحمامات الساحلية، بجانب أراضي بلديتي الحمامات وبوفيشة. يبعد حوالي 16 كلم عن وسط مدينة الحمامات و قرابة 21 كلم عن وسط مدينة نابل بنفس المحافظة.

## المكونات
تم تطوير المنتجع من قبل شركة دراسات وتنمية حمامات الجنوبية (SEDHS)، يوقع المنتجع على مساحة 278 هكتار، ولديه واجهة على البحر بطول أربعة كيلومترات. 

فالبداية، كان من المقرر أن يكون طاقة إستيعاب المنتجع 000 24 سرير، منهم 000 14 في الفنادق و000 10 في شقق خاصة. لكن فالنهاية، إحتوى المنتجع على 46 فندق بطاقة إستيعاب 000 19 سرير، 80% منهم ذوي 5 و4 نجوم، إلى جانب 000 2 وحدة سكنية بطاقة إستيعاب 000 11 سرير، من شقق وفيلات وأجنحة صغيرة بنغالو (Bungalow). 

تم إنشاء نسخة مطابقة لمدينة عتيقة سميت المدينة المتوسطية (Médina Mediterranea)، بأسوارها وأسواقها ومنازلها التقليدية. تم إنشاء كذلك مدينة ترفيهية وهي قرطاج لاند إلى جانب مركز مؤتمرات. 

من المنشأت أيضا، يوجد 2 كازينوهات، 7 مراكز علاج بمياه البحر، ساحة طولها 1.5 كم تحتوي على محلات تسوق، فضاءات خضراء، مركز غطس، حلبة تزلج على الجليد، وأخيرا مراكز ترفيه متعددة ومتنوعة. 

المارينا، التي تقع في مركز المنتجع، تتكون من 704 مكان مخصص لركن القوراب، بعد أن أن كان من المقرر تخصيص 149 فقط، وذلك على 20 هكتار. في 2009، تم إنشاء قاعة متعددة الاختصاصات ذات 000 2 مقعد. على بعد 5 كيلومترات من المنتجع، يوجد 2 ملاعب غولف (ياسمين، سيتروس)، من المقرر إنشاء بين 5 و6 ملاعب إضافية. 

مركز المؤتمرات يتكون من ثلاثة قاعات كبرى، حنبعل (200 2 شخص)، قيصر أو سيزار (600 شخص)، أوديسا (350 شخص)، إضافة إلى 25 قاعة صغيرة (بين 25 و200 شخص) وأخيرا قاعتين للاجتماعات (250 و350 شخص).

يوجد كذلك مساحات مخصصة للسهرات والمأكولات، الأولى جاهزة تحت اسم شهرزاد وهي مطعم موسيقي، الثانية إسمها الخيمة البربرية دوار المدينة بطاقة إستيعاب بين 200 و000 2 شخص، والثالثة حنبعل يمكنها إستقبال بين 400 و800 شخص.

## مشاكل
مع كل هذا، يعاني المنتجع من نقص في الحركية، لأنه يعرف نشاط حقيقي فقط في أشهر الصيف، والذي يجعل من الإعلام في بعض الأحيان وصفه بأنه منتجع بدون روح، الذي لا يسمح له بأن يكون جذاب وخاص عن بقية المنتجعات. كذلك يعاب على المنتجع بأنه لا يركز على الهندسة المحلية والتقليدية، وكذلك غياب كل الإدارات عنه بعد حل شركة دراسات وتنمية حمامات الجنوبية. 

من المشاكل التي يمكن ذكرها، هو طلب البناءات للمنازل الخاصة والعادية. 

في 2008، عدد الليالي المقضاة، تجاوز 744 132 3، أي نسبة تغطية في الفنادق لا تجاوز 32%.

## إحصائيات
- 2008: عدد الليالي المقضاة إرتفع إلى 744 132 3 بنسبة إستغلال للفنادق تقدر ب32%.[7]
- أغسطس 2013: 660 19 السرير الموجودة أستغلت وحجزت بنسبة 100%.[8]
- أغسطس 2019: عدد الليالي 1768506 / عدد السياح 489478 / [9]

## مقالات ذات صلة
- مرسى القنطاوي
- منتجع السعيدية

## روابط خارجية
- الموقع الرسمي للمارينا.
- الموقع الرسمي للمدينة العتيقة.
- الموقع الرسمي لولاية نابل